# ムスカリ
ムスカリ（学名: Muscari）はツルボ亜科ムスカリ属の植物の総称。狭義には、学名 Muscari neglectum をムスカリという。
名の由来はギリシャ語の moschos（ムスク）であり、麝香（じゃこう）のことである。花は一見するとブドウの実のように見えることから、ブドウヒアシンスの別名を持つ。

## 形態・生態
一般的には球根植物。
開花期は3月初旬から4月末頃。花色は鮮やかな青紫色だが、近年、白色、コバルト色なども見られる。花弁はあまり開かない。

## 分布
原産地は南西アジアあるいは地中海沿岸地方で、地中海沿岸が分布の中心。
日本には１９８０年ごろから市場に出回るが、当初の品種は小さく見ごたえもあまりなかったことからさほど注目されなかった。品種改良により観賞価値の高いものが作られると人気品種となって普及し、各地の公園や庭先などでごく普通に見られるまでになった。

## 人間との関わり
ムスカリ属の一部は園芸植物としてよく栽培される。球根は数年くらい植えたままでも差し障りないが、できれば秋に掘り上げるとよい。病虫害もあまりなく、栽培しやすい植物である。早春を彩る花として絨毯のように多数を植え付けると効果的である。

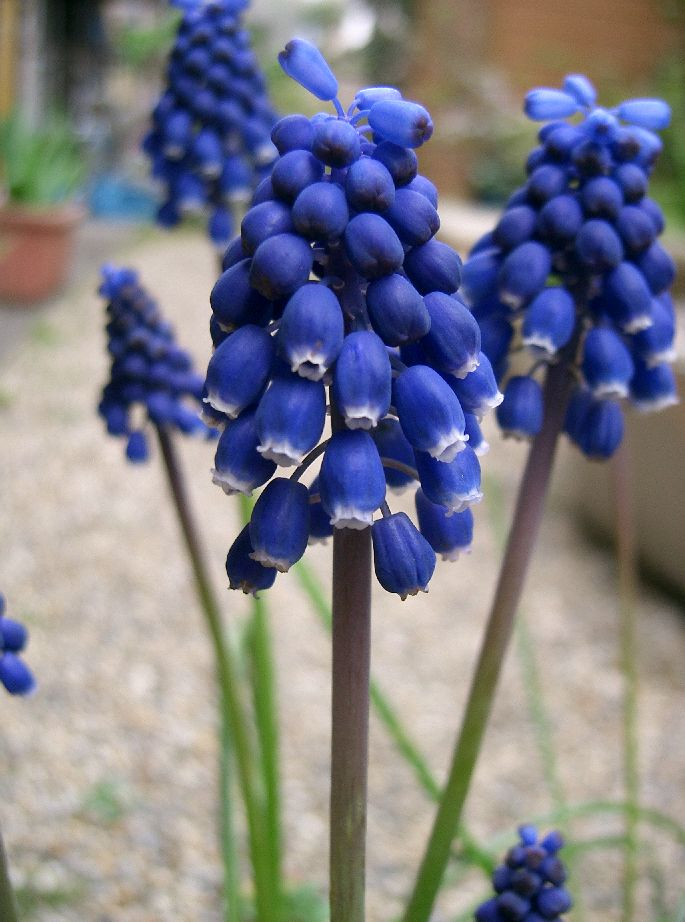
Muscari sp.
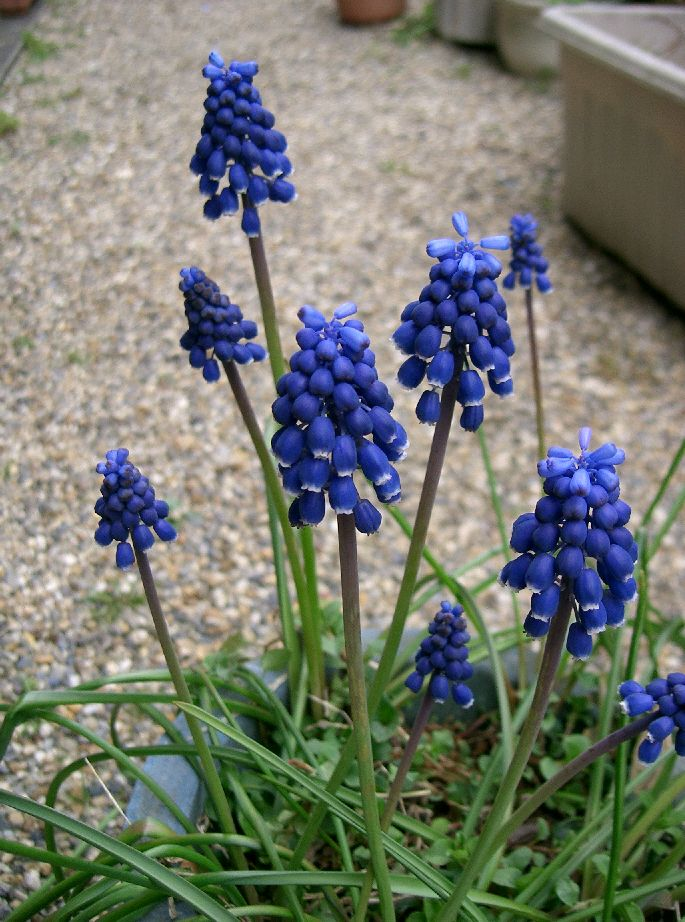
Muscari sp.
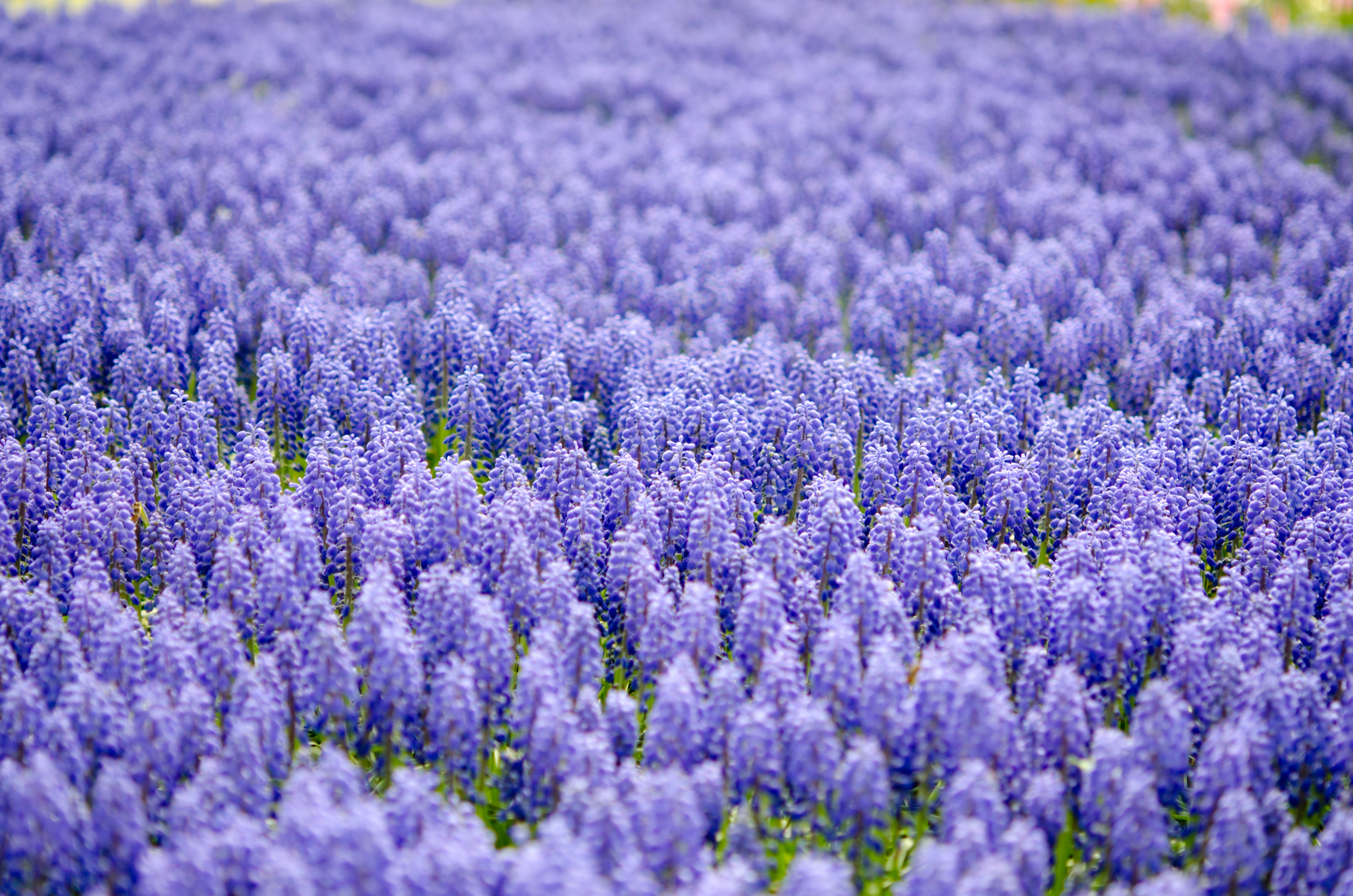
Muscari

イラク北部にある約6万年前のネアンデルタール人の遺跡から、埋葬時にムスカリの花を手向けたと考えられる痕跡が発見されており、人類最古の埋葬花とされている。

## 下位分類
50-60種ある。
- ブドウムスカリ[1] Muscari armeniacum
- Muscari aucheri
- ルリムスカリ[1] Muscari botryoides[2]
- ハネムスカリ（フサムスカリ）[1] Muscari comosum[3]
- ムスカリ・ラティフォリウム Muscari latifolium
- Muscari macrocarpum
- ムスカリ Muscari neglectum[4]
- Muscari racemosum

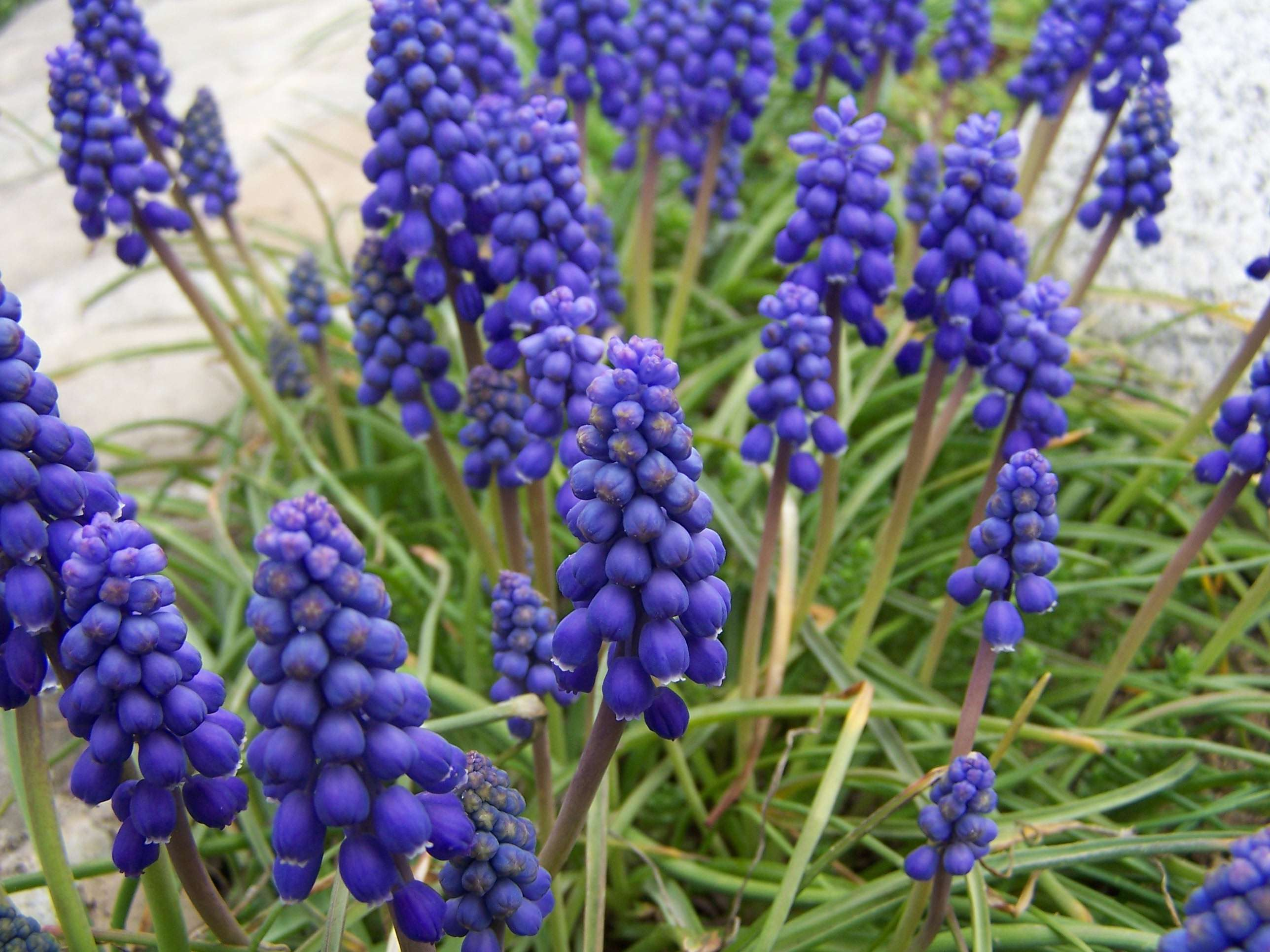
ブドウムスカリ（英語版）
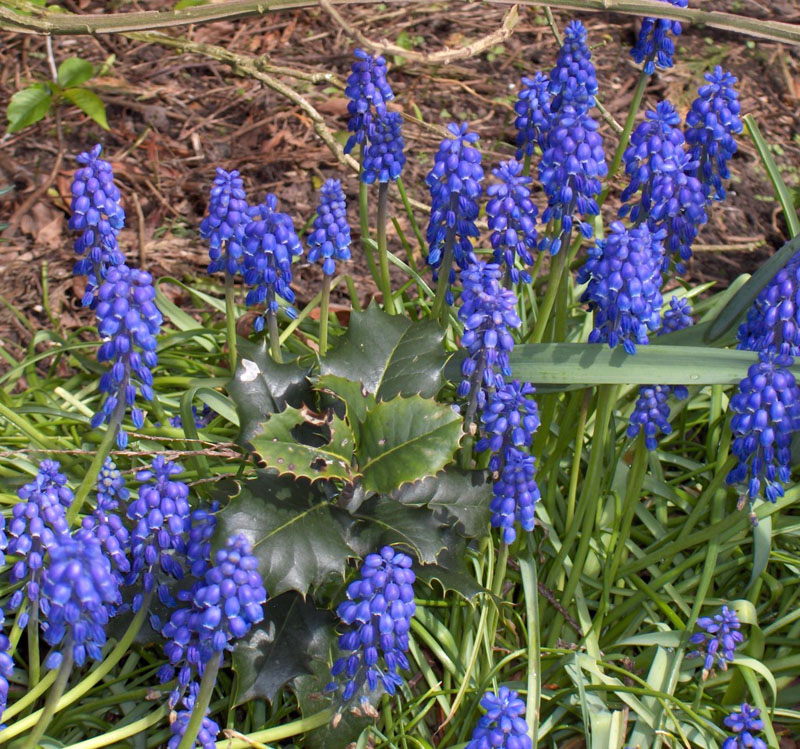
ルリムスカリ（英語版）
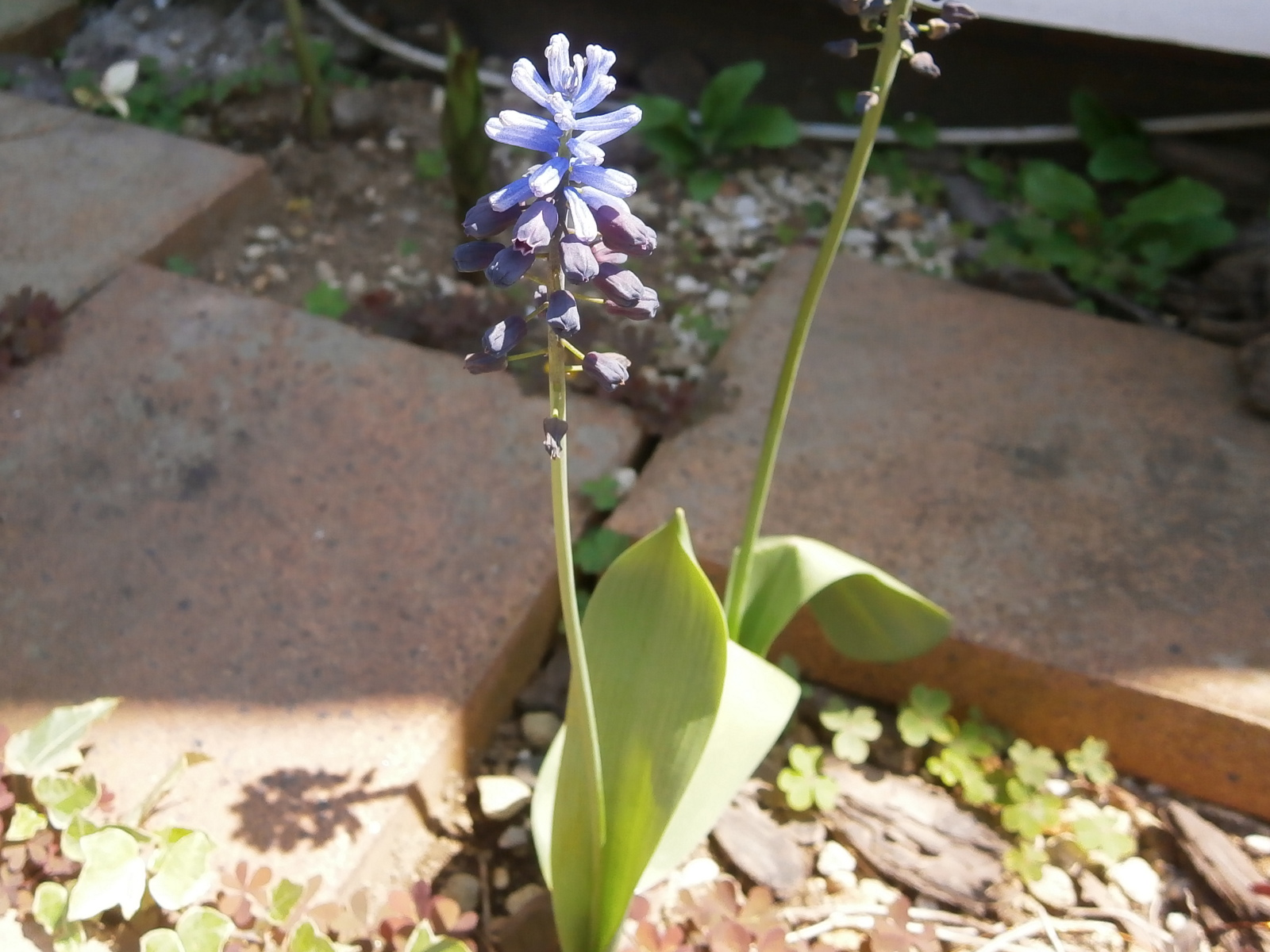
ムスカリ・ラティフォリウム